# Salmo peristericus
Salmo peristericus är en fiskart som beskrevs av Karaman, 1938. Salmo peristericus ingår i släktet Salmo och familjen laxfiskar. IUCN kategoriserar arten globalt som starkt hotad. Inga underarter finns listade i Catalogue of Life.